# Ángel Pacheco
Ángel Pacheco (Buenos Aires, 13 de abril de 1793 - ib., 25 de septiembre de 1869) fue un militar argentino, educado como oficial por José de San Martín y uno de los principales comandantes de las tropas de la Confederación Argentina durante los gobiernos de Juan Manuel de Rosas. Es considerado uno de los más brillantes generales de la historia argentina, puesto que nunca perdió una batalla en que mandara.

## Datos biográficos
Su lugar de nacimiento no está claro, ya que se supone que nació en Buenos Aires, aunque algunos autores, como Carlos Calvo, lo dan como nacido en Santiago de Chile. Otras fuentes lo dan por nacido en Buenos Aires en junio o julio de 1795. Fueron sus padres José Pacheco Gómez Negrete, abogado español radicado en el Río de la Plata y Teresa Concha Darrigrande, nacida en el Reino de Chile. Estudió en el Real Colegio de San Carlos.
En 1822 se casó con María Dolores Reinoso, con quien tuvo seis hijos: José, Román, Julio, Eduardo, Pablo y Elvira. Esta última fue esposa del primer intendente de Buenos Aires, Torcuato de Alvear, y madre del presidente argentino Marcelo Torcuato de Alvear.

## Los granaderos a caballo
En 1811 se incorporó como cadete al Regimiento de Patricios, pasando el 22 de noviembre del año siguiente al Escuadrón de Granaderos a Caballo que poco después fue elevado a regimiento. Con esta unidad tuvo su bautismo de fuego en el combate de San Lorenzo. Su acción como encargado de proveer de alimentos y caballos el avance de los granaderos hasta el convento de San Carlos, y como observador avanzado en el combate le valió el ascenso a alférez del primer escuadrón, el 26 de febrero de 1813. Permaneció en el convento de San Carlos con un piquete de 40 hombres, con el que logró derrotar una tentativa de desembarco realista con fuerzas superiores en el combate de El Rincón de Zárate. Prestó servicios en el sitio de Montevideo.
En noviembre de 1813 fue transferido al Ejército del Norte, y el 4 de diciembre fue ascendido a teniente. Cubrió la retirada de las tropas independentistas después de las derrotas de Vilcapugio y Ayohuma, participando luego en las acciones de Puesto del Marqués, Venta y Media y Sipe Sipe, en la que recibió una gran herida en el brazo. En 1815 fue ascendido a ayudante mayor.
En 1816 fue trasladado a Mendoza, donde se unió al Ejército de los Andes, cruzando a Chile a órdenes del general José de San Martín en la columna de Mariano Necochea, de cuya escolta formaba parte. Bajo el mando de Necochea participó en el combate de Las Coimas. Luchó en la batalla de Chacabuco (12 de febrero de 1817), ganándose el ascenso a capitán que le fue conferido el 27 de febrero. Partió hacia Buenos Aires para llevar los trofeos obtenidos en Chacabuco; el director Supremo Pueyrredón lo ascendió a sargento mayor el 10 de marzo. De regreso en Chile participó en las acciones de  Curapaligüe, Talcahuano, Cancha Rayada y Maipú. Hizo también la Segunda campaña al sur de Chile durante 1818 y 1819.
Poco después de la batalla de Cepeda pasó a prestar servicios en Buenos Aires, y a órdenes del gobernador Manuel Dorrego hizo la campaña contra la provincia de Santa Fe, luchando en las victorias de San Nicolás de los Arroyos y Arroyo Pavón, y en la derrota de Gamonal. Por muchos años prestó servicios en la caballería de la frontera contra los indígenas ranqueles.
Fue jefe de un batallón de caballería en la Guerra del Brasil, y se destacó en la victoria de Ituzaingó. Era el segundo jefe del Regimiento Nro. 1 de Caballería, cuyo jefe era el coronel Federico Brandsen, que murió en combate. En el mismo campo de batalla tomó el mando del regimiento. Luchó también en las pequeñas batallas finales de la guerra, incluyendo la de Camacuá. Después de esta última, el 1 de mayo de 1827 recibió los despachos de coronel efectivo, y el 7 de septiembre es nombrando comandante en jefe del Departamento Norte de la provincia de Buenos Aires.

## Guerra civil y frontera con el indio
En 1828 reemplazó al coronel Federico Rauch como jefe de la frontera norte con los indios, con sede en Salto, por orden del gobernador Dorrego, lo que le valió el odio del prusiano.
Era un oficial de escuela y, como tal, quiso mantenerse ajeno a las luchas civiles. Pero, como entendía que su misión como militar era la de sostener a las autoridades constituidas, terminó enredado en la guerra civil. 
Se negó a secundar a Juan Lavalle en la revolución de diciembre de 1828 y quiso ayudar a Dorrego, pero este fue derrotado antes de que se le pudiera unir, y terminó refugiado en el regimiento de Pacheco. Su segundo jefe, Mariano Acha, se pasó a las fuerzas de los sublevados, arrestó a ambos y entregó a Dorrego a Lavalle, que lo fusiló. Se refugió en Santa Fe y regresó con Juan Manuel de Rosas, con el que hizo la campaña que terminó con la derrota de Lavalle, después de la batalla de Puente de Márquez.
Hizo la campaña de 1831 contra la Liga del Interior dirigida por el general José María Paz, y derrotó a Esteban Pedernera en la batalla de Fraile Muerto. Su victoria se debió a su correcta táctica, pero más aún a la deserción de buena parte de los soldados enemigos, exsoldados de Facundo Quiroga incorporados a la fuerza al ejército unitario. Con esa victoria comenzó la caída de la Liga, que lo llevó a ocupar la ciudad de Córdoba. Como consecuencia de su triunfo en Fraile Muerto, fue ascendido a coronel mayor.
Hizo la campaña al desierto en 1833 como jefe de Estado Mayor de Rosas y llegó hasta donde hoy se levanta la ciudad de Neuquén. A su regreso fue ascendido a general; y durante la crisis de esos años fue elegido gobernador, pero rechazó el cargo.
Durante los años siguientes fue diputado provincial y ministro de guerra en varias oportunidades, e inspector de guerra. Era amigo personal de Rosas, y llegó a ser un importante estanciero, en parte debido a premios otorgados por el gobierno.

## La campaña al interior
En agosto de 1840, el general Lavalle invadió la provincia de Buenos Aires, desembarcando en San Pedro. Pacheco no tenía fuerzas suficientes para enfrentarlo, de modo que le dispersó sus caballos y lo cercó. Lavalle avanzó hasta cerca de Buenos Aires, pero quedó encerrado entre las fuerzas de Pacheco y las de Rosas, de modo que finalmente retrocedió. Pacheco lo persiguió hacia la Santa Fe. Quedó bajo el mando del general Manuel Oribe, el expresidente del Uruguay, y a sus órdenes peleó en la batalla de Quebracho Herrado como jefe de la caballería. Su acción decidió la victoria federal.
Cuando Lavalle retrocedió hacia La Rioja, envió a Mendoza al coronel Vilela con sus mejores fuerzas; Pacheco lo persiguió con fuerzas menores y lo venció gracias a la sorpresa nocturna en San Cala.
Regresó a Córdoba, desde donde salió meses más tarde hacia Cuyo: hacia allí se dirigía el ejército unitario de Lamadrid. Después de haber tomado San Juan, este se retiró hacia Mendoza. Pacheco asumió el mando de un ejército que incluía a los mendocinos de José Félix Aldao y Nazario Benavídez, con el cual destrozó a Lamadrid en la sangrienta batalla de Rodeo del Medio. Allí terminó la guerra civil empezada más de dos años antes.
En la batalla de Arroyo Grande, del 6 de diciembre de 1842, mandó la infantería del ejército coligado de la Confederación y los "blancos" uruguayos — cuyo comandante en jefe era el depuesto presidente oriental Manuel Oribe — contra las fuerzas de los "colorados" uruguayos y los unitarios argentinos comandadas por Fructuoso Rivera. La actuación de las tropas de Pacheco fue decisiva, logrando arrollar el centro y la artillería del enemigo. Durante 1843 y 1844 intervino en el sitio de Montevideo.
En 1845 fue nombrado jefe de la Frontera del Centro de la provincia de Buenos Aires; repelió tentativas de incursión de los indígenas ranqueles, y mandó a fundar a los fuertes de Bragado y Mulitas (actualmente, la ciudad de Veinticinco de Mayo).  En 1850 fue elegido Diputado de la Legislatura de la Provincia.

## Los últimos años

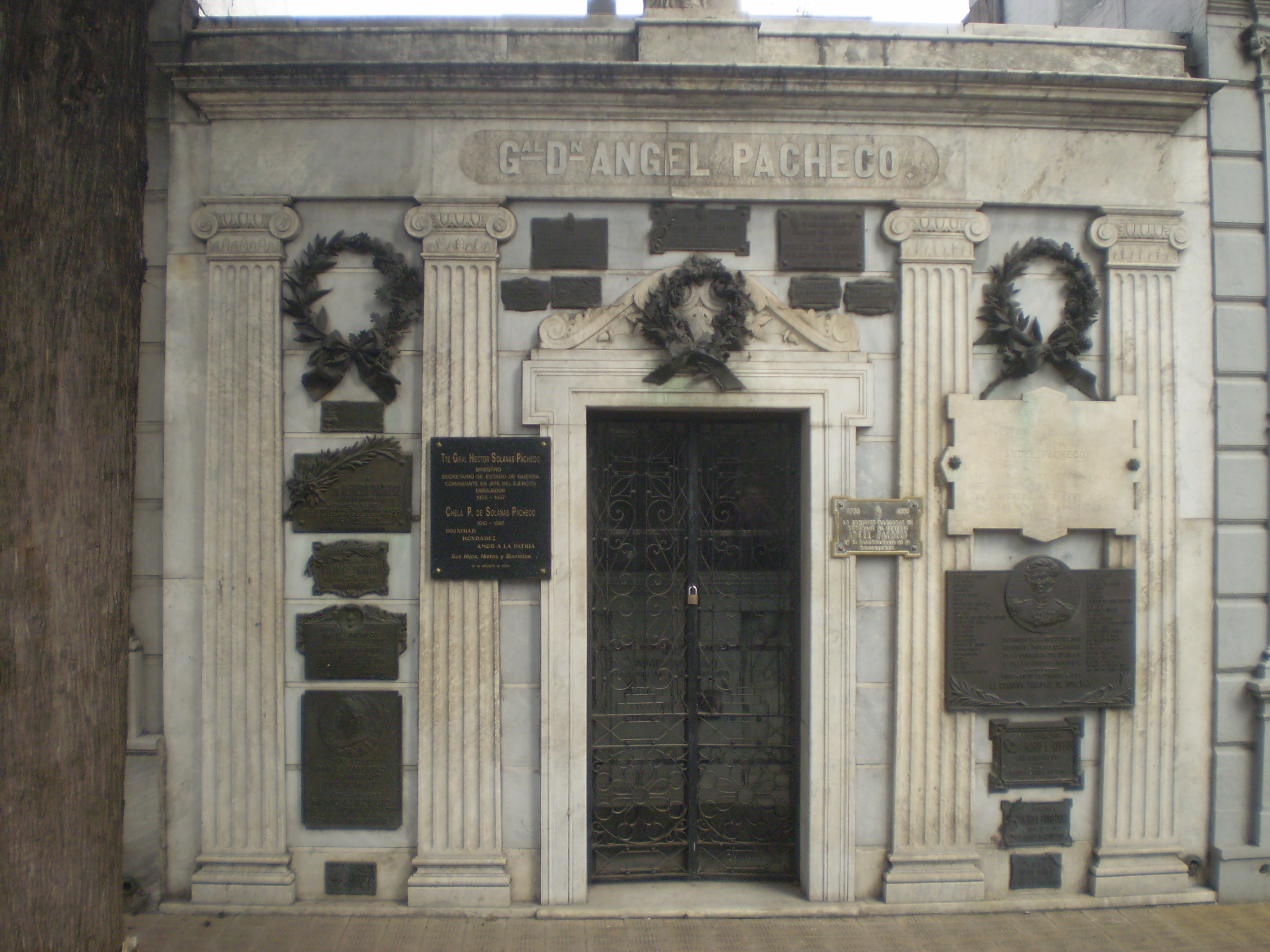
Tumba de Ángel Pacheco en el cementerio de la Recoleta.

En 1851, Justo José de Urquiza se puso al frente de la oposición a Rosas. Tras invadir el Uruguay y derrocar a Oribe, invadió también Santa Fe, y desde allí avanzó hacia Buenos Aires. Por primera vez, Pacheco y Rosas no estuvieron de acuerdo en la estrategia a seguir, y el gobernador desconfiaba de su general.
Sintiéndose dejado de lado, Pacheco se retiró a su estancia. Entonces asumió el mando del ejército el brigadier general Rosas, un político sagaz, pero militar de escasa capacidad. Fue derrotado en la batalla de Caseros, el 3 de febrero de 1852 y obligado a renunciar y exiliarse.
Pacheco también abandonó su país y viajó por el continente americano, deteniéndose especialmente en La Habana.
Regresó a Buenos Aires después de la revolución del 11 de septiembre de ese mismo año, en que Buenos Aires quedó dominada por los antiguos unitarios y se separó del resto del país. Organizó la defensa de la capital durante el sitio que le impuso el general Hilario Lagos.
Pasó a retiro militar a mediados de 1853. Durante los años siguientes fue ministro de guerra del Estado de Buenos Aires, y enviado especial ante el gobierno del Brasil.
Permaneció el resto de sus días en su estancia del Talar, que hoy es conocida como "Talar de Pacheco".
Según Ernesto Quesada, 

"no quiso ser político ni antes, ni durante, ni después de Rosas. Su timbre de honor, su gloria, era haber sido soldado de San Martín: no quería aspirar a otra cosa. Nació con la vocación militar y con ella murió, sin haber claudicado una sola vez en su vida. Era un hombre de mundo, de proverbial galantería con las damas, siendo conocido su profundo respeto por las mujeres en general".

Murió en Buenos Aires en 1869. En el acto del sepelio de sus restos hablaron entre otros, el poeta Carlos Guido y Spano y el general Bartolomé Mitre. Sus restos descansan en el cementerio de la Recoleta.